# きっと言える (荒井由実の曲)
『きっと言える』（きっといえる）は、荒井由実（現：松任谷由実）の2枚目のシングル。1973年11月5日に東芝EMIからリリースされた。規格品番：ETP-2905。
1枚目のオリジナル・アルバム『ひこうき雲』にも収録されている。
1989年12月21日にCDシングルとして再リリースされたが、カップリングの「ひこうき雲」はオリジナルとは別Mixで収録された。この別Mix音源は、同年限定盤として発売されたCDアルバム『ひこうき雲』とこのCDシングルのみの収録で、現在では入手困難である。

## 解説
- 本格的デビューシングル。シングル売上は3000枚にとどまる[1]。ジャケット写真は軽井沢で撮影された。
- 本作はビデオクリップが作成されている。当時、本作でNHKオーディションを受けていたが、なかなか受からなかった。
- 転調を繰り返す難度の高い作品である
- 1992年9月21日発売の『YUMING COLLECTION』（規格品番：ALCA-375〜377）にオリジナル・カラオケが収録、発売された[2]。
- 2002年、アサヒ飲料「旨茶」CMソング。

## 収録曲
作詞・作曲：荒井由実、編曲：荒井由実&キャラメル・ママ（オリジナル7インチシングル盤のレーベル面には“Songs written, arranged and conducted by Yumi Arai”と表記。）　
- Side A  きっと言える -I Know I Can Tell You-[注釈 1]
- Side B  ひこうき雲 -Vapor Trail-

## 収録作品
- きっと言える
  - ひこうき雲
  - YUMING BRAND
  - Super Best Of Yumi Arai
  - ユーミンからの、恋のうた。
- ひこうき雲
  - ひこうき雲
  - Super Best Of Yumi Arai
  - 日本の恋と、ユーミンと。
  - ユーミン万歳!

## スタッフ
- 表紙レイアウト：北村武士
- 写真：秋田淳之介[4]

## カバー
B面曲「ひこうき雲」のカバーについては個別記事を参照。
- 伊藤咲子 - 1974年、アルバム『ひまわり娘』収録
- 野本かりあ - 2002年、アルバム『The girl from R.E.A.D.Y.M.A.D.E』収録
- 川上つよしと彼のムードメイカーズ - 2003年、アルバム『moodmakers' mood』収録／2015年、シングル『きっと言える』収録
- 原田知世 - 2008年、オムニバス・アルバム『encontro』収録
- UA - 2010年、アルバム『KABA』収録